# Holyland
Pour le manga Holyland, voir Holyland (manga).
Holyland est le surnom d'un quartier d'habitation du sud de Jérusalem situé  sur une crête à 800 m d'altitude. Jusqu'en 1948, cette crête est appelée Ras al Caraini et fait partie du village Al-Malha. Ce quartier n'a pas encore de nom officiel mais il est appelé selon le nom de l'hôtel qui y était situé. Un projet controversé d'urbanisation de ce quartier a entrainé l'« affaire Holyland », scandale immobilier dans laquelle sont impliquées plusieurs personnalités politiques israéliennes de premier plan parmi lesquelles l'ancien premier ministre Ehoud Olmert.

## Histoire
Dans des fouilles archéologiques, effectuées en 1995 et 2002 par l'Autorité des antiquités d'Israël, sont découverts des dizaines de tombes de l'âge du bronze et nombre de grottes funéraires des périodes ultérieures.
Au début des années 1960, l’hôtel Holyland est construit à l'initiative privée de Hans Ckeroch et imaginé par le célèbre architecte Zoltan Shimshon Ramet. L'hôtel est rendu célèbre avec l'exposition d'une maquette de Jérusalem à la fin de  la période du Second Temple qui été conçue par le professeur Michael Avi-Yonah et financée à la mémoire du fils de Ckeroch. Elle est aujourd'hui exposée à côté du Sanctuaire du Livre au musée d'Israël.
Au milieu des années 1980, un quartier résidentiel se construit autour de l'hôtel, appelé Mordot Bayt Vagan.
Dans les années 1990, la partie est de la crête et détruite afin de construire le boulevard Menahem Begin.

### Holyland Park et Holyland Tower
Au début du nouveau millénaire, l'hôtel est détruit et la maquette de Jérusalem est transférée  à côté du Sanctuaire du Livre au musée d'Israël. À la place, un complexe immobilier est construit. Il comprend des tours d'habitation de 8 à 12 étages (7 aujourd'hui) et une tour de 32 étages. Selon le projet, il devrait y avoir 10 tours de 8 à 12 étages et deux tours de 32 étages. Ce projet qui compte plus d'un millier d'appartements de prestige a obtenu les permis de construire nécessaires de la municipalité de Jérusalem vers la fin des années 1990, lorsque Ehoud Olmert était maire de la capitale. Le projet Holyland  à son début comprenait la construction de trois hôtels, mais finalement l'ampleur du projet a été multipliée par douze, et les hôtels ont été remplacés par plus de 1 000 appartements résidentiels.
Ce projet est impopulaire, dénoncé par la presse locale comme un « monstre esthétique qui défigure Jérusalem », bénéficie de multiples dérogations concernant le plan d'occupation des sols, ce qui permet la construction de milliers de logements, au-delà des limites imposées  par la mairie.

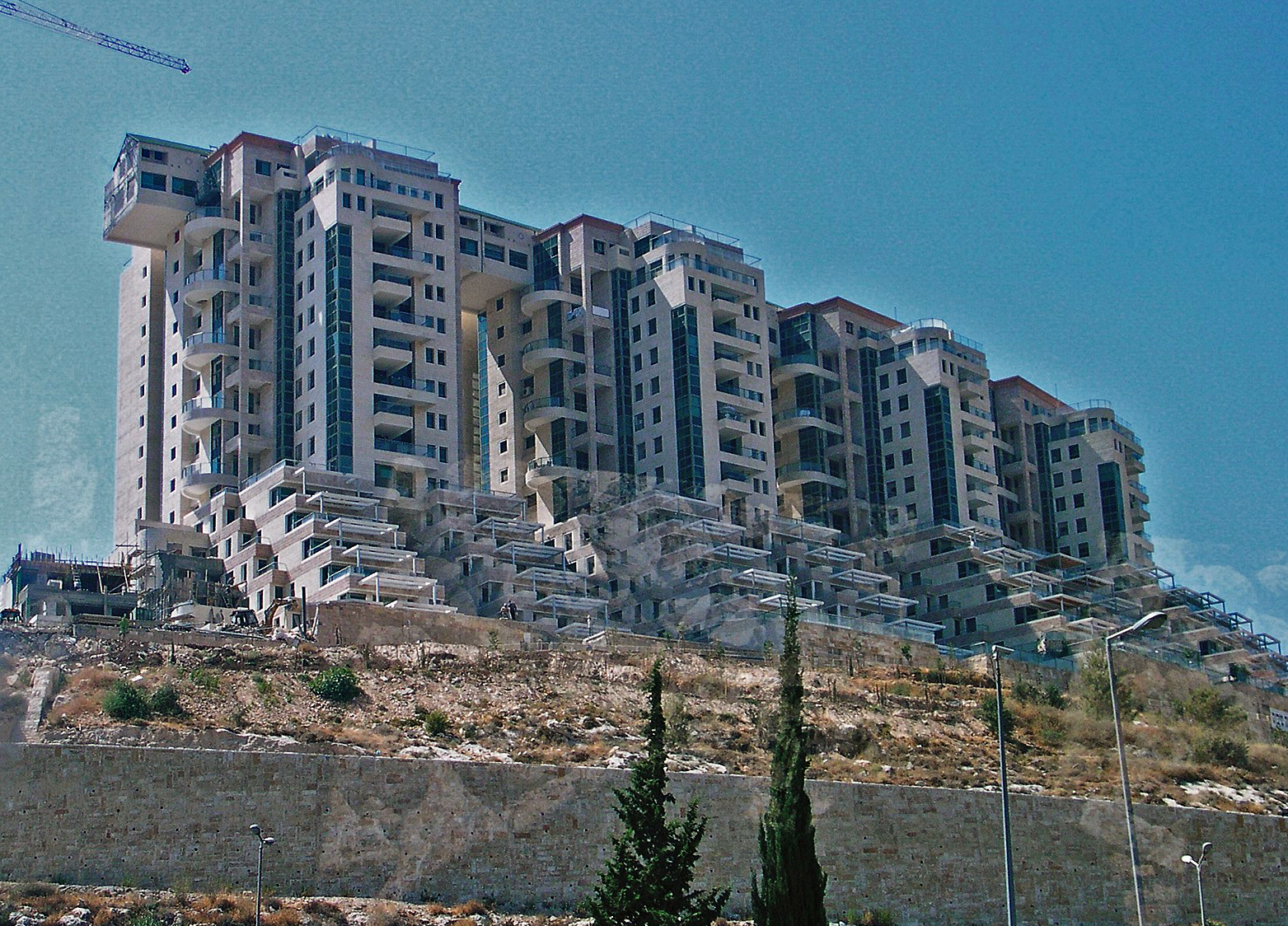
Holyland Tower en 2005
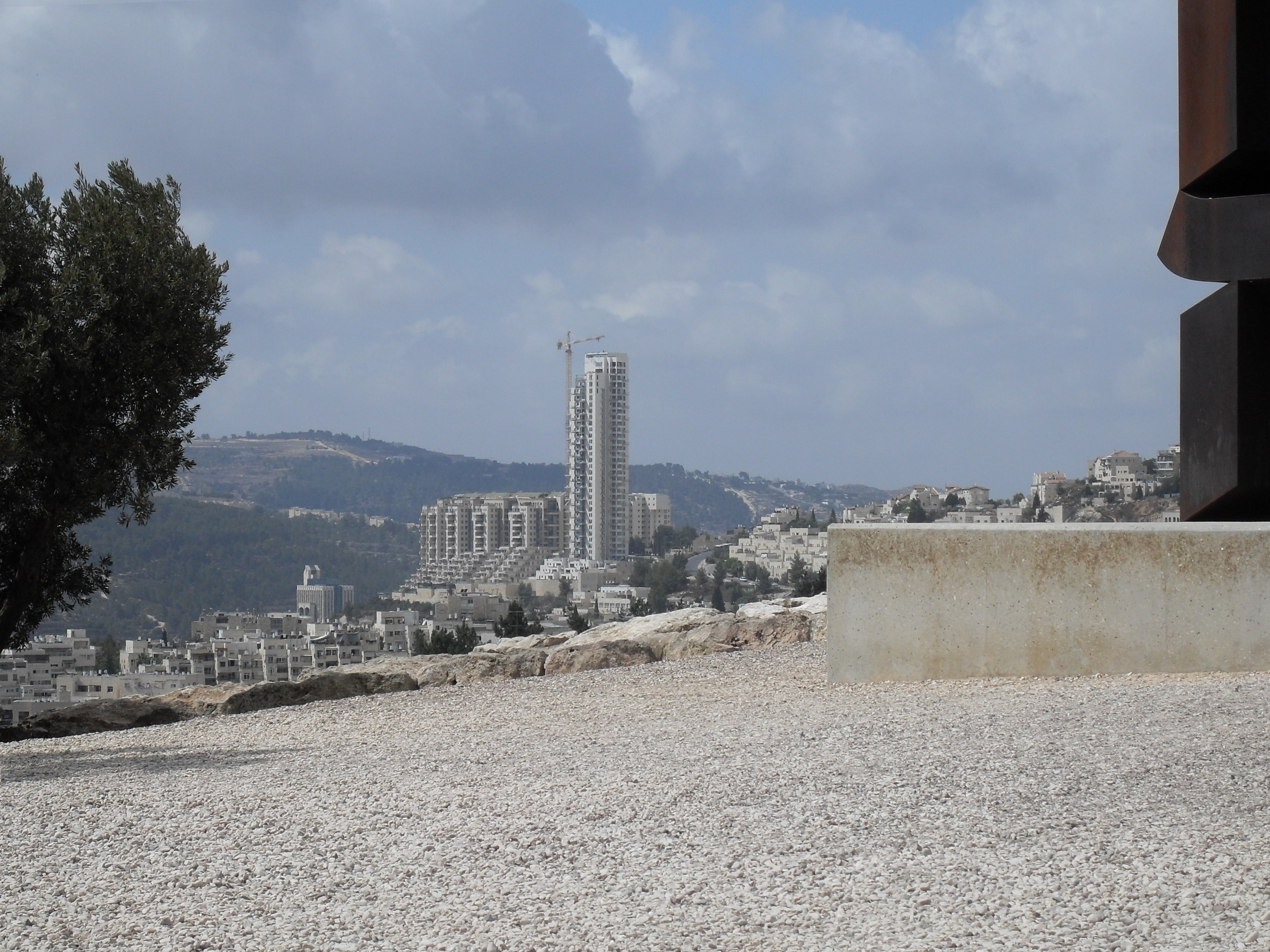
Holyland Tower en 2009
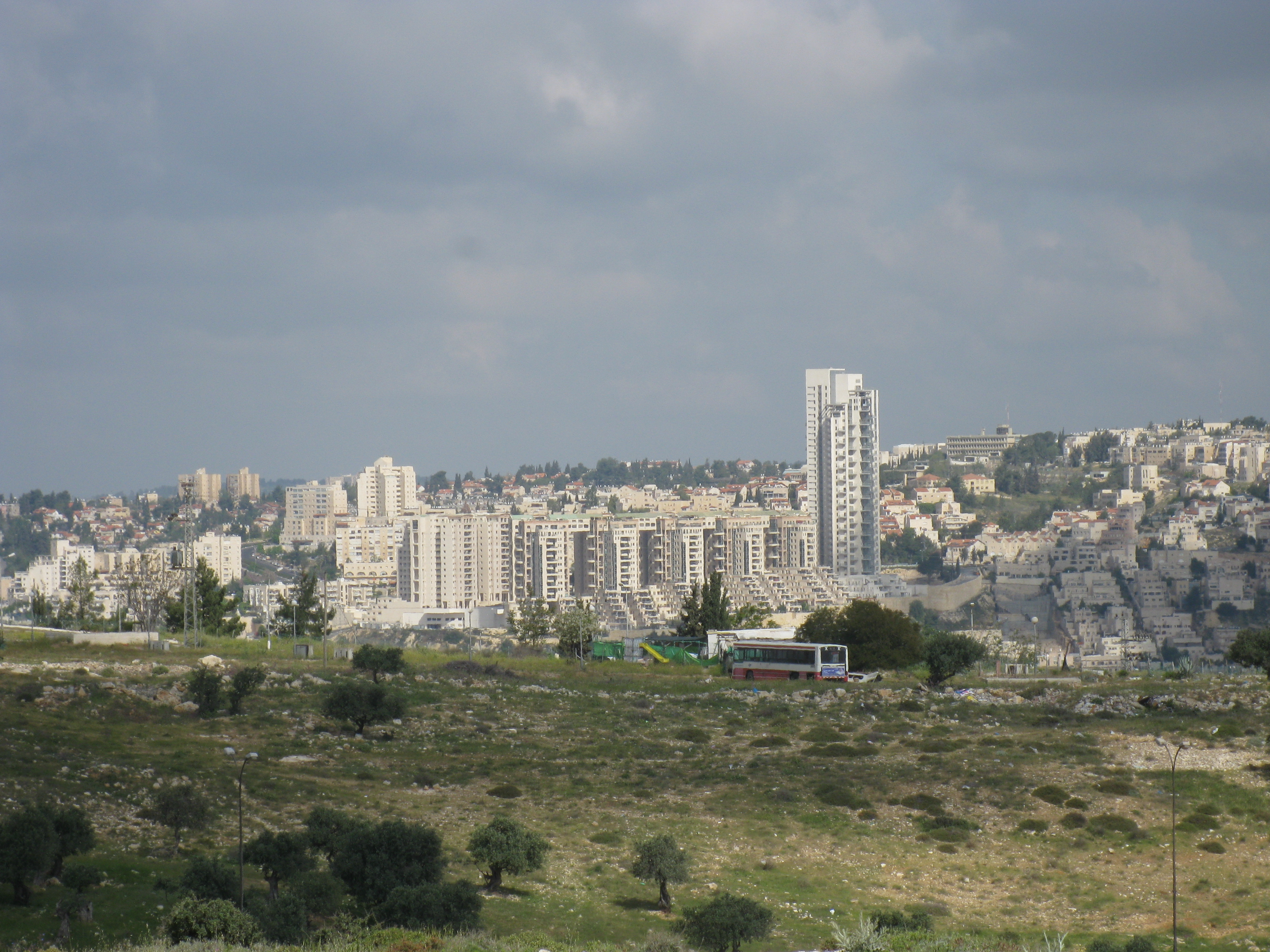
Holyland Tower en 2010

## L'affaire Holyland
L'affaire Holyland est un scandale immobilier dans laquelle sont impliquées plusieurs personnalités politiques israéliennes de premier plan parmi lesquelles l'ancien premier ministre Ehoud Olmert, l'ancien maire de Jérusalem Uri Lupolianski, le promoteur immobilier Avigdor Kelner, l'avocat d'Olmert Uri Messer, l'homme d'affaires Hillel Charney, l'ancien ingénieur de la ville Uri Shitrit, l'ancien adjoint au maire Elie Shmahayof et d'autre personnalités. Selon un juge, cela serait « L’affaire de corruption la plus grave de l’histoire d’Israël ».

### Principaux protagonistes

#### Personnes soupçonnés d'avoir donné des pots de vin
- Hillel Charney
- Avigdor Kelner

#### Personnes soupçonnées d'avoir reçu des pots de vin
- Ehoud Olmert : il aurait accepté 3,5 millions de shekels (697 000 euros environ) pour faciliter la construction du projet Holyland.
- Uri Lupolianski : maire de Jérusalem de 2003 à 2008, il est soupçonné d'avoir fait virer plus de 3 millions de shekels en provenance d'Hillel Charney vers son association Yad Sarah.
- Elie Simhayof
- Yeouchoua Polack
- Uri Shetrit

#### Agents de liaison
- Meir Rabin
- Ouri Messer

### Chronologie
- 8 avril 2010 : on apprend que la police israélienne arrête Ouri Messer, qui était l'ami intime d'Olmert à l'époque où celui-ci était maire de Jérusalem, ainsi que son avocat, son associé et son gestionnaire. Messer est soupçonné d'avoir reçu des millions de shekels de pots-de-vin de la part des entrepreneurs du projet Holyland afin d'obtenir de la mairie tous les permis de construire et ce dans des délais écourtés. Il les aurait ensuite remis, à une « personnalité de très haut rang » dont on ne connait que les initiales (Aleph Aleph) à la suite d'un interdit de publication déposé par la justice israélienne.
- 11 avril 2010 : l'unité de lutte contre la fraude de la police nationale arrête Avigdor Kelner, l'ancien ingénieur de la mairie de Jérusalem, Uri Shetrit, le promoteur immobilier Meir Rabin soupçonné d'être l'agent de liaison et Elihaou Hasson.
- 14 avril 2010 : l'ancien maire de Jérusalem Uri Lupolianski est placé en garde à vue.
- 15 avril 2010 : Ehoud Olmert est officiellement reconnu comme  principal suspect de l'affaire. Il est accusé d'avoir reçu un pot-de-vin de 3,5 millions de shekels alors qu'il était maire de Jérusalem (1993-2003)[5].
Elie Simhayof est mis en garde à vue.
- 18 avril 2010 : Uri Lupolianski est libéré en résidence surveillée, une centaine de partisans l'attendent en bas de son domicile. On apprend que Shoula Zaken, déjà impliqué dans d'autres affaires avec Olmert, est également impliqué de cette affaire.
- 22 avril 2010 : Yeouchoua Polack est arrêté et mis en garde à vue prolongée[6]. 
 La garde à vue d'Elie Simhayof est prolongée de 4 jours et celle de Meir Rabin est prolongée de 7 jours, par le juge Heyman.